# Степова (зупинний пункт, Знам'янська дирекція Одеської залізниці)
Степова́ (до 2023 року — Колгоспна)  — пасажирський зупинний пункт Знам'янської дирекції Одеської залізниці на електрифікованій лінії Чорноліська — Знам'янка-Пасажирська між станціями Знам'янка (7 км) та Чорноліська (5 км). Розташований в селищі Знам'янка Друга Кропивницького району Кіровоградської області.

## Історія
У 2019 році на адресу Знам'янської міської ради надійшов лист начальника Виробничого підрозділу «Знам'янська дирекція залізничних перевезень»  Володимира Матвієнка щодо перейменування зупинного пункту «Колгоспна». 27 січня 2023 року, відповідним рішенням Знам'янської міської ради, відбулося перейменування зупинного пункту Колгоспна на зупинний пункт Степова.

## Пасажирське сполучення
На зупинному пункті Степова зупиняються приміські поїзди до станцій Імені Тараса Шевченка, Знам'янка-Пасажирська, Кропивницький, Миронівка, Помічна та Цвіткове.